# Präsidentschaftswahl in Burundi 2010
Die Präsidentschaftswahl in Burundi 2010 fand am 28. Juni im zentralafrikanischen Burundi statt und endete mit einem 90 %-Sieg des regierenden Präsidenten Pierre Nkurunziza. Da Nkurunziza aufgrund des Boykotts der Wahl durch sämtliche Oppositionsparteien keinen Gegenkandidat hatte, muss die Wahl als Scheinwahl eingestuft werden, die dem Sieger keine Legitimität für die Fortführung seiner Präsidentschaft verschaffte.

## Ursachen des Boykotts der Opposition
Die mit großen Hoffnungen auf einen demokratischen Verlauf begonnene Kommunalwahlen im Mai desselben Jahres waren von sämtlichen Oppositionsparteien als gefälscht angesehen worden. Als ihr Antrag auf Wahlwiederholung nicht stattgegeben wurde, sahen die Oppositionsparteien keine Chance auf einen fairen und korrekten Verlauf der Präsidentschaftswahlen. Vor diesem Hintergrund und angesichts massiver Einschüchterung von Wählern zogen am 1. Juni 2010 die fünf Oppositionskandidaten, darunter auch mit Agathon Rwasa der aussichtsreichste Gegenkandidat Nkurunziza, ihre Kandidatur bei den Präsidentschaftswahlen zurück.

## Offizielle Ergebnisse
Aufgrund des Fehlens eines Gegenkandidaten sind die Ergebnisse der Wahlen weitgehend bedeutungslos. Aussagekräftig wäre vor allem die Wahlbeteiligung. Die Vorsitzende einer internationalen Beobachtermission schätzte aber auch diese offiziellen Zahlen als weit überhöht ein.
| Kandidaten                           | Parteien          | Stimmen   | %    |
| ------------------------------------ | ----------------- | --------- | ---- |
| Pierre Nkurunziza                    | NCDD–FDD          | 2.479.483 | 91,6 |
| Gegenstimmen                         | Gegenstimmen      | 226.919   | 8,4  |
| Gesamt                               | Gesamt            | 2.706.402 | 100  |
|                                      |                   |           |      |
| Ungültige Stimmen                    | Ungültige Stimmen | 29.356    | 1,1  |
| Wähler                               | Wähler            | 2.735.758 | 77,0 |
| Wahlberechtigte                      | Wahlberechtigte   | 3.553.372 |      |
|                                      |                   |           |      |
| Quellen: AFP – People's Daily Online |                   |           |      |

## Anschläge und Flucht von Oppositionellen
Am Tag vor den Wahlen kam es zu Anschlägen in der Hauptstadt Bujumbura und im Norden des Landes, die die Regierung der Opposition anlastete. Die Opposition bestritt jede Verwicklung in diese Anschläge. Nach den Wahlen und Hausdurchsuchungen bei Oppositionellen flüchtete Nkurunzizas Gegenspieler Rwasa vermutlich in die benachbarte Demokratische Republik Kongo, um einer Verhaftung zuvorzukommen.